# 三叶蹄蝠
三叶蹄蝠（学名：Aselliscus stoliczkanus）为菊头蝠科三叶蹄蝠属的动物。分布于老挝， 马来西亚， 缅甸， 泰国，越南和中国大陆广西、贵州、云南等地，多栖息于亚热带以及热带岩洞。该物种的模式产地在西马来西亚。